# Basiliche in Italia
Elenco delle basiliche presenti in Italia, suddivise per comune in ordine alfabetico:

## A
Le notizie di questo paragrafo, se non diversamente indicato, sono attinte dalla pagina Basilicas Italy, Vatican City State, San Marino
- Abbiategrasso (città metropolitana di Milano):
  - basilica di Santa Maria Nuova (decreto del 13 novembre 1962).
- Acerenza (provincia di Potenza):
  - cattedrale di Santa Maria Assunta e San Canio Vescovo (decreto del 14 gennaio 1956).
- Aci San Filippo (città metropolitana di Catania):
  - basilica di San Filippo d'Agira (decreto del 19 gennaio 2009).
- Acireale (città metropolitana di Catania):
  - cattedrale di Acireale (basilica cattedrale Maria Santissima Annunziata) (decreto del 10 agosto 1948);
  - basilica collegiata di San Sebastiano (decreto del 4 dicembre 1990);
  - basilica dei Santi Pietro e Paolo (decreto del 14 giugno 1933).
- Acquapendente (provincia di Viterbo):
  - concattedrale di Acquapendente (basilica cattedrale del Santo Sepolcro).
- Acqui Terme (provincia di Alessandria):
  - basilica dell'Addolorata.
- Acri (provincia di Cosenza)
  - basilica di Sant'Angelo d'Acri (decreto del 21 luglio 1980).
- Adria (provincia di Rovigo):
  - basilica di Santa Maria Assunta (basilica di Santa Maria Assunta della Tomba).
- Afragola (città metropolitana di Napoli):
  - basilica di Sant'Antonio di Padova in Afragola (decreto dell'8 giugno 2004).
- Agrigento:
  - cattedrale di San Gerlando (decreto del 14 dicembre 1951);
  - basilica di San Francesco di Assisi o dell'Immacolata (decreto del 21 febbraio 1940).
- Alatri (provincia di Frosinone):
  - concattedrale di San Paolo (decreto del 10 settembre 1950).
- Albano Laziale (città metropolitana di Roma Capitale):
  - cattedrale di San Pancrazio (decreto del 12 settembre 1865).
- Alberobello (città metropolitana di Bari):
  - basilica dei Santi Medici Cosma e Damiano (decreto del 18 febbraio 2000).
- Alcamo (libero consorzio comunale di Trapani):
  - basilica di Santa Maria Assunta (decreto del 31 maggio 1969).
- Alvignano (provincia di Caserta):
  - basilica di Santa Maria di Cubulteria.[senza fonte]
- Alzano Lombardo (provincia di Bergamo):
  - basilica di San Martino (decreto del 9 agosto 1922).
- Amatrice (provincia di Rieti):
  - chiesa di Sant'Agostino[senza fonte]
  - santuario dell'Icona Passatora[senza fonte]
  - santuario della Madonna delle Grazie[senza fonte]
- Anagni (provincia di Frosinone):
  - cattedrale di Santa Maria
- Andria (provincia di Barletta-Andria-Trani):
  - santuario di Santa Maria dei Miracoli.[senza fonte]
- Ancona:
  - duomo di Ancona (basilica cattedrale Metropolitana di San Ciriaco) (decreto del 26 maggio 1926).
- Anzio (città metropolitana di Roma Capitale):
  - basilica di S. Teresa del Bambino Gesù (decreto del 23 luglio 1959).
- Aquileia (provincia di Udine):
  - basilica di Santa Maria Assunta.
- Aquino (provincia di Frosinone):
  - basilica concattedrale di San Costanzo Vescovo e San Tommaso d’Aquino (decreto del 17 gennaio 1974).
- Arenzano (città metropolitana di Genova):
  - santuario del Bambino Gesù di Praga (decreto del 13 aprile 1928).
- Arezzo:
  - basilica di San Francesco (decreto del 25 febbraio 1955);
  - chiesa di San Domenico (decreto del 7 aprile 1960).
- Ariano Irpino (provincia di Avellino):
  - cattedrale di Santa Maria Assunta (decreto del 28 aprile 1984).
- Asciano (provincia di Siena):
  - basilica di Sant'Agata (decreto del 31 luglio 1991).
- Ascoli Piceno:
  - cattedrale di Sant'Emidio (decreto del 27 maggio 1857).
- Assisi (provincia di Perugia):
  - basilica di San Francesco d'Assisi;
  - basilica di Santa Chiara (decreto del 9 agosto 1912);
  - basilica di Santa Maria degli Angeli (Porziuncola).
- Assoro (libero consorzio comunale di Enna):
  - basilica di San Leone.
- Atri (provincia di Teramo):
  - duomo di Atri (basilica concattedrale di Santa Maria Assunta) (decreto del 12 settembre 1964).
- Avigliano (provincia di Potenza):
  - basilica pontificia di Santa Maria del Carmine (decreto del 28 dicembre 1999).

## B
Le notizie di questo paragrafo, se non diversamente indicato, sono attinte dalla pagina Basilicas Italy, Vatican City State, San Marino
- Bagnolo Mella (provincia di Brescia):
  - basilica di Santa Maria della Visitazione (decreto del 4 gennaio 1999).
- Barcellona Pozzo di Gotto (città metropolitana di Messina):
  - basilica minore di San Sebastiano (decreto del 9 febbraio 1991);
  - basilica di San Giovanni Paolo II (decreto dell'11 giugno 2013).
- Bari:
  - basilica di San Nicola;
  - cattedrale di San Sabino (decreto del 4 novembre 1954);
  - basilica santuario di S.Fara (decreto del 2014).
- Barletta (provincia di Barletta-Andria-Trani):
  - basilica cattedrale di Santa Maria Maggiore (decreto del 17 marzo 1961);
  - basilica del Santo Sepolcro (decreto del 27 aprile 1951);
  - basilica di San Domenico. [senza fonte]
- Bedonia (provincia di Parma):
  - basilica della Beata Vergine della Consolazione (decreto del 1º settembre 1978).
- Bellagio (provincia di Como):
  - basilica di San Giacomo. [senza fonte]
- Belluno:
  - basilica cattedrale di San Martino (decreto del 18 giugno 1980).
- Benevento:
  - basilica della Madonna delle Grazie (decreto del 7 giugno 1957);
  - basilica di San Bartolomeo Apostolo (decreto del 6 marzo 1994).
- Bergamo:
  - basilica cattedrale di San Alessandro (decreto del 28 gennaio 1998);
  - basilica di Santa Maria Maggiore.[senza fonte]
  - basilica di Sant'Alessandro in Colonna
- Besana in Brianza (provincia di Monza e Brianza):
  - basilica di Ss. Pietro, Marcellino ed Erasmo (decreto del 3 aprile 1998).
- Biancavilla (città metropolitana di Catania):
  - Basilica Santuario di Santa Maria dell'Elemosina (decreto del 14 marzo 1970).
- Bibbiena (provincia di Arezzo):
  - basilica di Santa Maria del Sasso (decreto del 15 agosto 1942).
- Biella:
  - santuario di Oropa (decreto del 29 marzo 1957.
  - basilica di San Sebastiano[senza fonte]
- Bisceglie (provincia di Barletta-Andria-Trani):
  - basilica concattedrale di San Pietro Apostolo (decreto del 1º settembre 1980).
- Bitonto (città metropolitana di Bari):
  - basilica santuario dei Santi Medici Cosma e Damiano (decreto del 13 febbraio 1975).
- Bobbio (provincia di Piacenza):
  - santuario-basilica della Nostra Signora dell’Aiuto (decreto del 1º agosto 1970).
  - Abbazia di San Colombano[senza fonte]
  - duomo di Bobbio[senza fonte]
- Boca (provincia di Novara):
  - santuario basilica del Santissimo Crocifisso (decreto del 3 gennaio 2012).
- Bologna:
  - basilica collegiata di S. Maria Maggiore;
  - basilica di San Petronio;
  - basilica di Santo Stefano;
  - basilica di San Domenico (decreto del 2 maggio 1884);
  - basilica Beata Vergine di San Luca;
  - basilica di Ss. Bartolomeo e Gaetano (decreto del 22 ottobre 1924);
  - basilica di San Francesco (decreto del 13 novembre 1935);
  - basilica di Sant'Antonio di Padova (decreto del 19 maggio 1939);
  - basilica di San Martino (decreto del 6 agosto 1941);
  - basilica di Santa Maria dei Servi (decreto del 17 marzo 1954);
  - basilica di San Paolo Maggiore (decreto del 27 gennaio 1961);
  - basilica di San Giacomo Maggiore. [senza fonte]
- Bolsena (provincia di Viterbo):
  - basilica di Santa Cristina (decreto dell'8 agosto 1976).
- Bonarcado (provincia di Oristano):
  - basilica della Madonna di Bonaccattu (decreto del 19 giugno 2011).
- Bonate Sotto:
  - basilica di Santa Giulia. [senza fonte]
- Boretto (provincia di Reggio Emilia):
  - basilica di S. Marco (decreto del 4 maggio 1956).
- Botticino (provincia di Brescia):
  - basilica minore di Santa Maria Assunta (decreto del 20 maggio 2009).
- Bovino (provincia di Foggia):
  - basilica concattedrale di S. Maria Assunta (decreto del 1º giugno 1970).
- Brescia:
  - basilica-santuario di Santa Maria delle Grazie (decreto del 17 marzo 1961);
  - basilica di San Salvatore.[3]
- Bressanone (provincia di Bolzano):
  - duomo di S. Maria Assunta e S. Cassiano (Dom Mariae Aufnahme in den Himmel und St. Kassian; decreto del 14 giugno 1950).
- Brindisi:
  - cattedrale della Visitazione e S. Giovanni Battista (decreto del 10 luglio 1867).
- Broni (provincia di Pavia):
  - basilica di S. Pietro Apostolo (decreto del 1º luglio 1953).
- Busto Arsizio (provincia di Varese):
  - basilica di San Giovanni Battista (decreto del 23 gennaio 1948).

## C
Le notizie di questo paragrafo, se non diversamente indicato, sono attinte dalla pagina Basilicas Italy, Vatican City State, San Marino
- Cagli (provincia di Pesaro e Urbino):
  - basilica cattedrale di Santa Maria Assunta (decreto del 24 settembre 1982).
- Cagliari:
  - basilica di Nostra Signora di Bonaria (decreto del 10 marzo 1926);
  - basilica di San Saturnino;[senza fonte]
  - basilica di Santa Croce.[senza fonte]
- Caiazzo (provincia di Caserta):
  - Maria SS. Assunta e S. Stefano Vescovo (decreto del 13 giugno 2013)
- Caldaro sulla strada del vino (provincia autonoma di Bolzano):
  - basilica di San Pietro[senza fonte]
- Caltagirone (città metropolitana di Catania)
  - S. Giacomo Apostolo (decreto del 13 settembre 1816);
  - cattedrale di San Giuliano (decreto del 23 giugno 1920);
  - Basilica di Santa Maria del Monte (“Conadomini”) (decreto del 27 giugno 1963).
- Camerino (provincia di Macerata):
  - basilica di San Venanzio (decreto del 28 novembre 1950);
  - SS. Annunziata (decreto del 21 novembre 1970).
- Camogli (città metropolitana di Genova):
  - basilica di Santa Maria Assunta (decreto del 18 novembre 1988).
- Campagna (provincia di Salerno):
  - basilica concattedrale di Santa Maria della Pace (decreto dell'11 marzo 1925).
- Canosa di Puglia (provincia di Barletta-Andria-Trani):
  - basilica di San Sabino [senza fonte]
- Cantù (provincia di Como)
  - basilica di San Vincenzo in Galliano;
  - basilica di San Paolo (decreto del 3 gennaio 1950).
- Canzo (provincia di Como):
  - chiesa di Santo Stefano[senza fonte]
- Caposele (provincia di Avellino)
  - santuario di San Gerardo Maiella di Materdomini (decreto del 17 febbraio 1930).
- Capua (provincia di Caserta)
  - Sant'Angelo in Formis (S. Michele);
  - Maria SS. Assunta in Cielo (decreto del 20 novembre 1827).
- Capurso (città metropolitana di Bari)
  - Reale basilica di Santa Maria del Pozzo (decreto del 1850).
- Carate Brianza (provincia di Monza e della Brianza)
  - basilica dei Santi Pietro e Paolo (Agliate) [senza fonte]
- Caravaggio (provincia di Bergamo):
  - santuario di Santa Maria del Fonte presso Caravaggio (decreto del 5 aprile 1906).
- Carpi (provincia di Modena)
  - basilica cattedrale di Santa Maria Assunta (decreto del 10 novembre 1979).
- Casalbordino (provincia di Chieti):
  - basilica di Santa Maria dei Miracoli (decreto del 29 aprile 2010).
- Casale Monferrato (provincia di Alessandria):
  - Sacro Cuore di Gesù (decreto del 3 dicembre 1969).
- Casamicciola Terme (città metropolitana di Napoli):
  - basilica del Sacro Cuore di Gesù e di Santa Maria Maddalena Penitente (decreto del 15 maggio 1965).
- Cascia (provincia di Perugia):
  - basilica di Santa Rita da Cascia (decreto del 1º agosto 1955)
  - basilica inferiore di Santa Rita da Cascia[senza fonte]
- Casoria (città metropolitana di Napoli):
  - basilica di San Mauro Abate (decreto del 5 gennaio 1999).
- Cassano all'Ionio (provincia di Cosenza):
  - Natività della Beata Vergine Maria del Lauro (decreto del 23 dicembre 2014).
- Cassano Magnago (provincia di Varese):
  - basilica di San Giulio (per antica consuetudine).
- Cassino (provincia di Frosinone):
  - cattedrale di Santa Maria Assunta e San Benedetto abate.
- Castel di Sangro (provincia dell'Aquila):
  - basilica di Santa Maria Assunta.
- Castel Sant'Elia (provincia di Viterbo):
  - santuario Pontificio di S. Maria “ad rupes” (decreto del 15 agosto 1912).
  - basilica di Sant'Elia.[senza fonte]
- Castellabate (provincia di Salerno):
  - S. Maria Assunta (decreto del 2 agosto 1988);
- Castellammare di Stabia (città metropolitana di Napoli):
  - basilica santuario di Santa Maria di Pozzano (decreto del 22 marzo 1916);
  - santuario della Madonna della Libera [senza fonte]
- Castelnuovo Don Bosco (provincia di Asti):
  - basilica di Don Bosco (decreto del 12 aprile 2010);
- Castelpetroso (provincia di Isernia):
  - basilica santuario di Maria Santissima Addolorata (decreto del 21 settembre 2013).
- Castiglione delle Stiviere (provincia di Mantova):
  - santuario basilica di San Luigi Gonzaga (decreto del 7 aprile 1964)
  - basilica di San Sebastiano[senza fonte]
- Castiglione di Sicilia (città metropolitana di Catania):
  - S. Giacomo e Maria Santissima della Catena (decreto del 30 ottobre 1985)
- Castrignano del Capo (provincia di Lecce):
  - basilica santuario di Santa Maria de Finibus Terrae.[4]
- Castrovillari (provincia di Cosenza):
  - basilica di San Giuliano (decreto del 9 novembre 2010)
  - basilica santuario Madonna del Castello (decreto del 3 gennaio 2022).
- Catania:
  - basilica cattedrale di Sant'Agata (decreto del 14 luglio 1926);
  - basilica Maria Santissima dell'Elemosina (decreto dell'8 febbraio 1946);
  - basilica di Maria Santissima Annunziata al Carmine (decreto del 7 novembre 1987).
- Catanzaro
  - basilica di Maria Santissima Immacolata (decreto del 2 settembre 1954).
- Cava de' Tirreni (provincia di Salerno):
  - S. Maria dell'Olmo (decreto dell'8 luglio 1931).
- Cavallara (provincia di Mantova):
  - basilica insigne dei Santi Stefano e Anna. [senza fonte]
- Cefalù (città metropolitana di Palermo):
  - basilica cattedrale della Trasfigurazione
- Cento (città metropolitana di Bologna):
  - basilica collegiata di San Biagio (decreto dell'11 aprile 1980)
- Ceranesi (città metropolitana di Genova):
  - santuario di Nostra Signora della Guardia (decreto del 1915).
- Cerignola (provincia di Foggia):
  - cattedrale di San Pietro Apostolo (decreto del 20 febbraio 1999).
- Cesena (provincia di Forlì-Cesena):
  - abbazia di Santa Maria del Monte;
  - cattedrale di San Giovanni Battista (decreto del 1º luglio 1960).
- Chiavari (città metropolitana di Genova):
  - cattedrale di Nostra Signora dell'Orto (decreto del 27 novembre 1904).
- Chioggia (città metropolitana di Venezia):
  - basilica di San Giacomo - Apparizione Madonna della Navicella (decreto del 30 marzo 1906)
- Chiusi della Verna (provincia di Arezzo):
  - santuario della Verna (decreto del 14 agosto 1921).
- Città di Castello (provincia di Perugia)
  - santuario della Madonna del Transito di Canoscio (decreto del 7 maggio 1998);
  - basilica di San Florido ed Amanzio (decreto del 7 dicembre 1888).
- Città di San Marino
  - basilica di San Marino (decreto del 23 giugno 1926).
- Cividale del Friuli (provincia di Udine):
  - duomo di Santa Maria Assunta (decreto del 25 giugno 1909).
- Civita Castellana (provincia di Viterbo):
  - Santa Maria Maggiore.
- Clusone (provincia di Bergamo):
  - basilica di Santa Maria Assunta (decreto del 28 luglio 1961).
- Codrongianos (provincia di Sassari):
  - basilica della Santissima Trinità di Saccargia. [senza fonte]
- Cogorno (città metropolitana di Genova):
  - basilica di San Salvatore.
- Collesano (città metropolitana di Palermo):
  - basilica di San Pietro (decreto del 4 gennaio 1983).
- Comacchio (provincia di Ferrara):
  - concattedrale di San Cassiano Martire (decreto del 13 ottobre 1961).
- Comiso (libero consorzio comunale di Ragusa): 
  - basilica di Maria Santissima Annunziata
  - chiesa di Santa Maria delle Stelle

- Como
  - basilica di San Giorgio (decreto del 15 gennaio 1941)
  - duomo di Como (cattedrale di Santa Maria Assunta; decreto del 18 gennaio 1951).
  - basilica di San Carpoforo[senza fonte]
  - basilica di San Fedele[senza fonte]
  - basilica di Sant'Abbondio[senza fonte]
  - Basilica di Santo Stefano (Piazza Santo Stefano Cernobbio) (decreto del 1964)
- Concesio (provincia di Brescia):
  - chiesa di Sant'Antonino Martire (decreto del 19 aprile 2016).
- Conflenti (provincia di Catanzaro):
  - Maria SS. delle Grazie della Quercia di Visora (decreto del 31 maggio 2018)
- Conversano (città metropolitana di Bari):
  - cattedrale di Santa Maria Assunta (decreto del 25 giugno 1997)
- Copertino (provincia di Lecce):
  - basilica della Madonna della Neve (decreto del 18 gennaio 2011)
- Correggio (provincia di Reggio Emilia):
  - Basilica di San Quirino
- Cortemaggiore (provincia di Piacenza):
  - basilica di Santa Maria delle Grazie. [senza fonte]
- Cortina d'Ampezzo (provincia di Belluno):
  - basilica dei Santi Filippo e Giacomo [senza fonte]
- Cortona (provincia di Arezzo):
  - basilica di Santa Margherita (decreto del 22 agosto 1927)
- Crema (provincia di Cremona)
  - santuario di Santa Maria della Croce (decreto del 18 aprile 1958).
- Cremona
  - basilica di San Michele Vetere[senza fonte]
- Crotone:
  - cattedrale di Santa Maria Assunta (decreto del 28 novembre 1983).
- Cuggiono (città metropolitana di Milano):
  - basilica di San Giorgio Martire (per antica consuetudine).
- Cuglieri (provincia di Oristano):
  - basilica capitolare ed insigne collegiata parrocchiale di Santa Maria ad Nives (decreto del 31 agosto 1919).
- Curtatone (provincia di Mantova):
  - santuario della Beata Vergine delle Grazie

## D
Le notizie di questo paragrafo, se non diversamente indicato, sono attinte dalla pagina Basilicas Italy, Vatican City State, San Marino
- Desio (provincia di Monza e Brianza):
  - basilica dei Santi Siro e Materno (decreto del 28 ottobre 1936).
- Dipignano (provincia di Cosenza):
  - Madonna della Catena (decreto del 21 marzo 1966).

## E
Le notizie di questo paragrafo, se non diversamente indicato, sono attinte dalla pagina Basilicas Italy, Vatican City State, San Marino
- Enna:
  - La basilica cattedrale di Maria Santissima delle Vittorie si trova nella città di Piazza Armerina, che è appunto la città Capoluogo della Diocesi [senza fonte]
- Ercolano (città metropolitana di Napoli):
  - basilica di Santa Maria a Pugliano (1574 prima citazione) [senza fonte]
- Este (provincia di Padova):
  - basilica di Santa Maria delle Grazie (decreto del 12 dicembre 1923)

## F
Le notizie di questo paragrafo, se non diversamente indicato, sono attinte dalla pagina Basilicas Italy, Vatican City State, San Marino
- Fabriano (provincia di Ancona):
  - basilica cattedrale di San Venanzio Martire (decreto del 22 marzo 1963)
- Faenza (provincia di Ravenna):
  - cattedrale di San Pietro Apostolo (decreto del 22 ottobre 1948)
- Fano (provincia di Pesaro e Urbino):
  - San Paterniano
  - cattedrale di Santa Maria Assunta (decreto del 29 gennaio 1953)
- Feltre (provincia di Belluno):
  - basilica santuario dei Santi Vittore e Corona (decreto del 23 luglio 2002)
- Ferla (libero consorzio comunale di Siracusa):
  - basilica di Sant'Antonio abate.[senza fonte]
- Fermo:
  - cattedrale metropolitana di Santa Maria Assunta in Cielo (decreto del 20 luglio 1962).
- Ferrara:
  - chiesa di San Francesco (decreto del 14 dicembre 1956);
  - basilica di San Giorgio fuori le mura (decreto del 13 novembre 1959).
  - cattedrale di San Giorgio (decreto novembre 1959)
- Ferrara di Monte Baldo (provincia di Verona):
  - santuario della Madonna della Corona (decreto del 14/7/1982);
- Fiesole (città metropolitana di Firenze):
  - basilica di Sant'Alessandro[senza fonte]
- Finale Ligure (provincia di Savona):
  - collegiata di San Giovanni Battista (decreto del 9 aprile 1930)
  - basilica di San Biagio (decreto dell'8 aprile 1949)
- Fiorano Modenese (provincia di Modena):
  - santuario della Beata Vergine del Castello (decreto del 27 settembre 1989)
- Firenze:
  - cattedrale di Santa Maria del Fiore;
  - basilica di Santa Croce (decreto del 20 dicembre 1933);
  - basilica di Santa Maria Novella (decreto del 22 ottobre 1919);
  - basilica di San Marco (decreto dell'11 dicembre 1942);
  - basilica della Santissima Annunziata (decreto del 24 gennaio 1806);
  - basilica di San Lorenzo;
  - Battistero di San Giovanni;
  - basilica di Santo Spirito;
  - basilica di San Miniato al Monte;
  - basilica di Santa Trinita;
  - basilica di Santa Maria del Carmine (decreto del 10 luglio 1954).
- Foggia:
  - basilica di Santa Maria di Dio Incoronata (decreto dell'11 marzo 1978);
  - chiesa di San Giovanni Battista;
  - cattedrale della Beata Maria Vergine Assunta in Cielo (decreto del 23 settembre 1806).
- Follina (provincia di Treviso):
  - abbazia di Santa Maria (Follina) (decreto del 27 luglio 1921).
- Fontanellato (provincia di Parma):
  - santuario della Beata Vergine del Santo Rosario (decreto del 14 agosto 1903).
- Forio (città metropolitana di Napoli):
  - basilica di San Vito (decreto del 28 luglio 1988);
  - Beata Vergine Maria Incoronata (decreto del 22 novembre 1989).
- Forlì (provincia di Forlì-Cesena):
  - abbazia di San Mercuriale (decreto del 16 gennaio 1959);
  - basilica di San Pellegrino Laziosi (decreto del 26 agosto 1977).
- Forlimpopoli (provincia di Forlì-Cesena):
  - basilica di San Rufillo (decreto del 26 settembre 1999).
- Fossano (provincia di Cuneo):
  - cattedrale di Santa Maria e San Giovenale.
- Francavilla Fontana (provincia di Brindisi):
  - basilica minore del Santissimo Rosario (decreto dell'8 aprile 2012).
- Frascati (città metropolitana di Roma Capitale):
  - basilica cattedrale di San Pietro (decreto del 1º marzo 1975).
- Frattamaggiore (città metropolitana di Napoli):
  - basilica di San Sossio Levita e Martire.[senza fonte]

## G
Le notizie di questo paragrafo, se non diversamente indicato, sono attinte dalla pagina Basilicas Italy, Vatican City State, San Marino
- Gaeta (provincia di Latina):
  - cattedrale dei Santi Erasmo e Marciano e di Santa Maria Assunta (decreto del 10 dicembre 1848).
- Galatina (provincia di Lecce):
  - basilica di Santa Caterina d'Alessandria (decreto del 25 aprile 1992).
- Gallarate (provincia di Varese):
  - basilica di Santa Maria (decreto del 25 aprile 1946).
- Gallipoli (Italia) (provincia di Lecce):
  - basilica concattedrale di Sant'Agata (decreto dell'11 gennaio 1946).
- Gandino (provincia di Bergamo):
  - basilica di Santa Maria Assunta (decreto del 10 maggio 1911).
- Gardone Val Trompia (provincia di Brescia)
  - basilica di Santa Maria degli Angeli[senza fonte]
- Gavello (provincia di Rovigo):
  - basilica della Beata Vergine delle Grazie.[senza fonte]
- Genazzano (città metropolitana di Roma Capitale):
  - santuario della Madre del Buon Consiglio (decreto del 12 febbraio 1903).
- Genova:
  - basilica di Nostra Signora Assunta (decreto del 10 agosto 1951);
  - basilica di Santa Maria Assunta di Carignano (decreto del 14 agosto 1951);
  - santuario della Madonna del Monte (decreto del 12 aprile 1946);
  - santuario di San Francesco da Paola (decreto del 14 maggio 1930);
  - basilica di Santa Maria delle Vigne (decreto dell'8 gennaio 1983);
  - basilica di Santa Maria Immacolata (decreto del 25 gennaio 1905);
  - basilica della Santissima Annunziata del Vastato. [senza fonte]
  - basilica di San Siro[senza fonte]
- Gerace (città metropolitana di Reggio Calabria)
  - Duomo di Gerace (decreto dell'8 settembre 2018).
- Giarratana (libero consorzio comunale di Ragusa):
  - basilica di Sant'Antonio [senza fonte]
- Gimigliano (provincia di Catanzaro):
  - Madonna di Porto (decreto del 1º maggio 2013).
- Goito (provincia di Mantova):
  - Madonna della Salute in San Pietro Apostolo (decreto del 12 aprile 1946).
- Gonzaga (provincia di Mantova):
  - chiesa di San Benedetto
- Grado (provincia di Gorizia):
  - basilica di Santa Maria delle Grazie;[senza fonte]
  - basilica di Sant'Eufemia.
- Gravina di Puglia (città metropolitana di Bari):
  - concattedrale di Santa Maria Assunta (decreto del 19 agosto 1993).
- Grosseto:
  - basilica del Sacro Cuore di Gesù (decreto del 6 giugno 1958).
- Grottaminarda (provincia di Avellino):
  - chiesa di Santa Maria di Carpignano (decreto del gennaio 2019).
- Grotte di Castro (provincia di Viterbo):
  - basilica di Santa Maria del Suffragio (decreto del 9 giugno 1967).
- Grumo Nevano (città metropolitana di Napoli)
  - basilica pontificia di San Tammaro vescovo (decreto del 20 marzo 1982).
- Gualdo Tadino (provincia di Perugia):
  - concattedrale di San Benedetto (decreto del 5 gennaio 1980).
- Guardia Sanframondi (provincia di Benevento):
  - santuario di S. Maria Assunta e S. Filippo Neri (decreto del 23 settembre 1989).
- Gubbio (provincia di Perugia):
  - basilica di Sant'Ubaldo (decreto del 23 luglio 1919).

## I
Le notizie di questo paragrafo, se non diversamente indicato, sono attinte dalla pagina Basilicas Italy, Vatican City State, San Marino

- Imbersago (provincia di Lecco):
  - santuario della Madonna del Bosco (decreto del 10 dicembre 1958).
- Imola (città metropolitana di Bologna):
  - santuario della Beata Vergine del Piratello (decreto del 19 novembre 1954);
  - cattedrale di San Cassiano (decreto del 17 dicembre 1981).
- Imperia:
  - concattedrale di San Maurizio e Compagni Martiri (decreto del 22 settembre 1947).
- Impruneta (città metropolitana di Firenze):
  - santuario di Santa Maria dell'Impruneta (decreto del 26 novembre 1924).
- Isola del Gran Sasso d'Italia (provincia di Teramo):
  - santuario di San Gabriele dell'Addolorata (decreto del 1º luglio 1929).
- Ispica (libero consorzio comunale di Ragusa):
  - basilica di Santa Maria Maggiore[senza fonte];
  - basilica della Santissima Annunziata[senza fonte].

## J
Le notizie di questo paragrafo, se non diversamente indicato, sono attinte dalla pagina Basilicas Italy, Vatican City State, San Marino
- Jesi (provincia di Ancona):
  - cattedrale di San Settimio (decreto del 12 settembre 1969).

## L
Le notizie di questo paragrafo, se non diversamente indicato, sono attinte dalla pagina Basilicas Italy, Vatican City State, San Marino
- L'Aquila:
  - basilica di Santa Maria di Collemaggio;
  - basilica di Santa Maria Paganica;
  - chiesa di Santa Giusta;[senza fonte]
  - basilica di San Bernardino (decreto del 20 maggio 1946);
  - basilica di San Giuseppe Artigiano (decreto del 20 maggio 2013).
- Lacco Ameno (città metropolitana di Napoli):
  - basilica di Santa Restituta (decreto del 15 marzo 2001)
- Lanciano (provincia di Chieti): 
  - cattedrale della Madonna del Ponte (decreto del 5 febbraio 1909);
  - chiesa di Sant'Agostino (decreto del 22 giugno 2004).
- Larino (provincia di Campobasso):
  - duomo di Larino (basilica concattedrale di Santa Maria Assunta e San Pardo) (decreto del 27 giugno 1928).
- Latronico (provincia di Potenza):
  - basilica di Sant'Egidio Abate (decreto del 26 febbraio 1971).
- Lavagna (città metropolitana di Genova):
  - basilica di Santo Stefano (decreto del 16 maggio 1921).
- Lecce:
  - basilica di San Domenico Savio[5] (decreto del 16 aprile 1984);
  - basilica di Santa Croce (decreto del 24 gennaio 1905);
  - chiesa di San Giovanni Battista (decreto dell'11 giugno 1948).
- Lecco:
  - basilica di San Nicolò (decreto del 22 gennaio 1943)
- Legnano (città metropolitana di Milano):
  - basilica di San Magno (decreto del 29 marzo 1950).
- Lendinara (provincia di Rovigo):
  - santuario della Beata Vergine del Pilastrello (decreto dell'11 gennaio 1911)
- Lenola (provincia di Latina):
  - basilica- santuario Madonna del Colle (decreto del 23 febbraio 2015)
- Licodia Eubea (città metropolitana di Catania)
  - chiesa di Santa Margherita (Licodia Eubea) [senza fonte]
- Lipari (città metropolitana di Messina):
  - concattedrale di San Bartolomeo[senza fonte]
  - basilica di San Cristoforo a Canneto (decreto del 22 giugno 2004).
- Livorno: 
  - santuario della Madonna delle Grazie (Madonna di Montenero) (decreto del 21 agosto 1818)
- Lodi:
  - duomo di Lodi (basilica cattedrale della Vergine Assunta).
- Lodi Vecchio (provincia di Lodi)
  - basilica dei XII Apostoli[senza fonte]
- Lomello (provincia di Pavia)
  - basilica di Santa Maria Maggiore[senza fonte]
- Lonato del Garda (provincia di Brescia):
  - basilica di San Giovanni Battista (decreto del 1º settembre 1980).
- Loreto (provincia di Ancona):
  - basilica della Santa Casa
- Lovere (provincia di Bergamo)
  - basilica di Santa Maria in Valvendra
- Lucca:
  - basilica di San Frediano (decreto del 30 novembre 1957)
  - chiesa dei Santi Paolino e Donato
- Lucera (provincia di Foggia):
  - basilica cattedrale di Santa Maria Assunta (decreto dell'8 agosto 1834);
  - basilica santuario di San Francesco Antonio Fasani (decreto dell'11 maggio 2012).
- Lugo (provincia di Ravenna):
  - Madonna del Molino (decreto del 13 aprile 1951)
- Luogosanto (provincia di Sassari):
  - basilica di Nostra Signora di Luogosanto[senza fonte]

## M
Le notizie di questo paragrafo, se non diversamente indicato, sono attinte dalla pagina Basilicas Italy, Vatican City State, San Marino
- Macerata:
  - basilica di Santa Maria della Misericordia (decreto del 21 marzo 1921).
- Maddaloni (provincia di Caserta):
  - basilica del Corpus Domini (decreto dell'11 giugno 2003).
- Magenta (città metropolitana di Milano):
  - basilica di San Martino (decreto del 9 aprile 1948).
- Malles Venosta (provincia di Bolzano):
  - abbazia di Monte Maria (decreto del 14 dicembre 1963)
- Manfredonia (provincia di Foggia):
  - basilica di Santa Maria Maggiore di Siponto.
- Manoppello (provincia di Pescara):
  - basilica del Volto Santo (decreto del 22 settembre 2006).
- Mantova:
  - basilica di Sant'Andrea;
  - basilica Palatina di Santa Barbara.
- Maratea (provincia di Potenza):
  - basilica di San Biagio (decreto del 7 agosto 1940).
- Marino (città metropolitana di Roma Capitale):
  - basilica collegiata di San Barnaba Apostolo (decreto del 23 settembre 1851).
- Martina Franca (provincia di Taranto):
  - basilica di San Martino (decreto del 22 aprile 1998).
- Massa Marittima (provincia di Grosseto):
  - cattedrale di San Cerbone (decreto del luglio 1975)
- Massa (provincia di Massa-Carrara)
  - duomo di Massa (decreto del novembre 1964);
- Matera:
  - cattedrale di Matera (decreto del 2 luglio 1962)
- Mazara del Vallo (libero consorzio comunale di Trapani):
  - cattedrale del Santissimo Salvatore (decreto del 28 maggio 1980).
- Mazzarino (libero consorzio comunale di Caltanissetta):
  - basilica Maria Santissima del Mazzaro (decreto del 29 settembre 2006).
- Melegnano (città metropolitana di Milano):
  - basilica della Natività di San Giovanni Battista (decreto del 19 maggio 1992).
- Melfi (provincia di Potenza):
  - cattedrale di Santa Maria Assunta (decreto del 31 gennaio 1958)
- Mercogliano (provincia di Avellino):
  - basilica santuario cattedrale abbazia territoriale di Santa Maria di Montevergine (decreto del 18 ottobre 1999)
- Mesagne (provincia di Brindisi):
  - basilica della Vergine Santissima del Carmelo (decreto del 18 ottobre 1999).
- Messina:
  - duomo di Messina (basilica cattedrale Protometropolitana di Santa Maria Assunta) (decreto del 27 giugno 1947);
  - basilica di Sant'Antonio di Padova (decreto del 4 aprile 2006);
- Meta (città metropolitana di Napoli):
  - basilica di Santa Maria del Lauro (decreto del 14 gennaio 1914)
- Milano:
  - basilica di Sant'Agostino[senza fonte]
  - basilica di Sant'Ambrogio (decreto del 23 aprile 1874);
  - basilica di San Babila[senza fonte]
  - basilica di San Calimero;[senza fonte]
  - basilica di Sant'Eufemia[senza fonte]
  - basilica di San Eustorgio;[senza fonte]
  - basilica di San Lorenzo;[senza fonte]
  - basilica di San Nazaro in Brolo;[senza fonte]
  - basilica di San Simpliciano;[senza fonte]
  - basilica di Santo Stefano Maggiore.[senza fonte]
  - basilica di San Vincenzo in Prato[senza fonte]
  - chiesa di San Vittore al Corpo[senza fonte]
  - chiesa di San Celso (decreto del 30 settembre 1929);
  - santuario di Sant'Antonio di Padova (decreto del 9 giugno 1937);
  - chiesa di San Carlo al Corso (decreto del 12 agosto 1938);
  - chiesa del Corpus Domini (decreto del 20 settembre 1950);
  - chiesa di Santa Maria di Lourdes (decreto del 30 dicembre 1957);
  - chiesa di Santa Maria di Caravaggio (decreto del 22 agosto 1979);
  - chiesa dei Santi Nereo e Achilleo (decreto del 17 gennaio 1990);
  - chiesa di Santa Maria delle Grazie (decreto del 22 giugno 1993).
  - chiesa di Santa Maria presso San Celso[senza fonte]
- Mileto (provincia di Vibo Valentia):
  - cattedrale di Santa Maria Assunta (decreto del 7 aprile 2016).
- Minori (provincia di Salerno):
  - basilica di Santa Trofimena (decreto del 29 novembre 1910).
- Missaglia (provincia di Lecco):
  - basilica di San Vittore (decreto del 28 giugno 1946).
- Modena:
  - cattedrale Metropolitana di Santa Maria Assunta in Cielo e San Geminiano (decreto del 25 aprile 1934);
  - chiesa di San Pietro (decreto del 6 luglio 1956).
- Modica (libero consorzio comunale di Ragusa):
  - santuario della Madonna delle Grazie (decreto del  gennaio 2015)
- Molfetta (città metropolitana di Bari):
  - basilica della Madonna dei Martiri (decreto del 7 aprile 1987).
- Mondragone (provincia di Caserta):
  - Madonna Incaldana (decreto del 18 aprile 1990).
- Monfalcone (provincia di Gorizia):
  - duomo di Sant’Ambrogio (decreto del 16 ottobre 1940).
- Monopoli (città metropolitana di Bari):
  - basilica concattedrale di Maria Santissima della Madia (decreto del 5 ottobre 1921).
- Monreale (città metropolitana di Palermo):
  - cattedrale di Santa Maria Nuova (decreto del 28 agosto 1926).
  - basilica abbaziale di San Martino delle Scale[senza fonte]
- Monsummano Terme (provincia di Pistoia):
  - santuario di Santa Maria della Fontenuova (decreto del 6 giugno 1974).
- Montalbano Elicona (città metropolitana di Messina):
  - basilica minore di Santa Maria Assunta e San Nicolò Vescovo in Montalbano Elicona (decreto del 16 maggio 1997).
- Montalto delle Marche (provincia di Ascoli Piceno):
  - concattedrale di Santa Maria Assunta (decreto del 20 novembre 1965).
- Monte Sant'Angelo (provincia di Foggia):
  - santuario di San Michele Arcangelo
- Montecatini Terme (provincia di Pistoia):
  - chiesa di Santa Maria Assunta (decreto del 25 novembre 1988)
- Montecosaro (provincia di Macerata):
  - basilica di Santa Maria Piè di Chienti [senza fonte]
- Montefiascone (provincia di Viterbo):
  - chiesa di San Flaviano;
  - cattedrale di Santa Margherita di Antiochia (decreto del 26 febbraio 1943).
- Montemaggiore Belsito (città metropolitana di Palermo):
  - basilica di Sant'Agata.
- Monterosso Almo (libero consorzio comunale di Ragusa):
  - chiesa di San Giovanni Battista; [senza fonte]
  - chiesa di Santa Maria Assunta.
- Monticelli d'Ongina (provincia di Piacenza):
  - basilica collegiata di San Lorenzo (decreto del 9 gennaio 1942).
- Monza:
  - basilica di San Giovanni Battista (duomo di Monza).
- Mortara (provincia di Pavia):
  - basilica di San Lorenzo (decreto del 6 dicembre 1939).
- Motta di Livenza (provincia di Treviso):
  - basilica della Madonna dei Miracoli (decreto del 20 gennaio 1875).

## N
Le notizie di questo paragrafo, se non diversamente indicato, sono attinte dalla pagina Basilicas Italy, Vatican City State, San Marino
- Napoli
  - basilica della Santissima Annunziata Maggiore;[senza fonte]
  - Santa Chiara;[senza fonte]
  - chiesa di San Domenico Maggiore (decreto del 23 febbraio 1921);
  - basilica reale pontificia di San Francesco di Paola (decreto del 1836);
  - chiesa di San Gennaro ad Antignano (decreto del 17 marzo 1905);
  - basilica di San Gennaro fuori le mura;[senza fonte]
  - basilica santuario del Gesù Vecchio dell'Immacolata di Don Placido (decreto del 20 giugno 1958
  - Pontificia reale basilica di San Giacomo degli Spagnoli (decreto del 26 aprile 1911);
  - Battistero di San Giovanni in Fonte;[senza fonte]
  - basilica di San Lorenzo Maggiore;[senza fonte]
  - basilica di Santa Lucia a Mare (decreto del 15 maggio 2012).
  - basilica dell'Incoronata Madre del Buon Consiglio (decreto del 2 gennaio 1980);
  - cattedrale metropolitana di Santa Maria Assunta;[senza fonte]
  - basilica santuario di Santa Maria del Carmine Maggiore (decreto del 28 novembre 1917);
  - basilica santuario di Santa Maria della Neve (decreto del 27 luglio 1988);
  - basilica di Santa Maria della Pazienza;
  - basilica di Santa Maria della Sanità;[senza fonte]
  - basilica di San Paolo Maggiore (decreto del 14 dicembre 1951);
  - basilica di San Pietro ad Aram;[senza fonte]
  - basilica di Santa Restituta;[senza fonte]
  - basilica dello Spirito Santo;[senza fonte]
- Nardò (provincia di Lecce):
  - basilica cattedrale di Santa Maria Assunta (decreto del 2 giugno 1980).
- Nettuno (città metropolitana di Roma Capitale):
  - santuario di Nostra signora delle Grazie e di Santa Maria Goretti (decreto del 20 agosto 1970).
- Nicosia (libero consorzio comunale di Enna):
  - basilica cattedrale di San Nicola di Bari (decreto del 19 giugno 1967);
  - basilica di Santa Maria Maggiore (decreto del 1º marzo 1819).
- Nocera Inferiore (provincia di Salerno):
  - cattedrale di Nocera Inferiore (basilica cattedrale di San Prisco) [senza fonte];
  - monastero di Sant'Anna (basilica di Sant'Anna) [senza fonte];
  - basilica e convento di Sant'Antonio [senza fonte].
- Nocera Superiore (provincia di Salerno):
  - basilica di Materdomini (decreto del 9 maggio 1923).
- Nola (città metropolitana di Napoli):
  - cattedrale di Santa Maria Assunta (decreto del 6 marzo 1954).
- Norcia (provincia di Perugia):
  - basilica di San Benedetto (decreto del 25 giugno 1966)
- Noto (libero consorzio comunale di Siracusa):
  - basilica cattedrale di San Nicolò (decreto del 21 gennaio 2012).
- Nova Ponente (provincia di Bolzano):
  - santuario della Madonna di Pietralba (Wallfahrtsort Maria Weißenstein; decreto del 4 luglio 1985).
- Novara:
  - basilica di San Gaudenzio.

## O
Le notizie di questo paragrafo, se non diversamente indicato, sono attinte dalla pagina Basilicas Italy, Vatican City State, San Marino
- Olbia (provincia di Sassari):
  - basilica di San Simplicio (decreto del 29 luglio 1993).
- Oria (provincia di Brindisi):
  - basilica cattedrale di Santa Maria Assunta in Cielo (decreto del 21 dicembre 1991).
- Oristano:
  - santuario Nostra Signora del Rimedio (decreto del 26 aprile 1957).
  - cattedrale di Santa Maria Assunta (decreto dell'aprile 1957)[6][7]
- Orta San Giulio (provincia di Novara):
  - basilica di San Giulio (decreto di data sconosciuta)
- Orte (provincia di Viterbo):
  - concattedrale di Santa Maria Assunta.
- Ortona (provincia di Chieti):
  - basilica di San Tommaso Apostolo (decreto del 23 dicembre 1859).
- Orvieto (provincia di Terni):
  - basilica cattedrale di Santa Maria Assunta - duomo di Orvieto (decreto del 29 gennaio 1889).
- Osimo (provincia di Ancona):
  - concattedrale di San Leopardo (decreto del 12 agosto 1955).
- Ostra (provincia di Ancona):
  - basilica di Santa Croce (decreto del 3 novembre 2008).
- Otranto (provincia di Lecce):
  - basilica di San Pietro
  - cattedrale di Santa Maria Annunziata (decreto del 12 luglio 1945).

## P
Le notizie di questo paragrafo, se non diversamente indicato, sono attinte dalla pagina Basilicas Italy, Vatican City State, San Marino
- Padova:
  - basilica di Sant'Antonio di Padova (decreto di data sconosciuta);
  - basilica cattedrale di Santa Maria Assunta (decreto di data sconosciuta);
  - basilica di Santa Giustina (decreto del 25 giugno 1909);
  - basilica del Carmine (decreto del 7 ottobre 1960);
  - santuario dell'Arcella[senza fonte]
- Pagani (provincia di Salerno):
  - basilica pontificia di Sant'Alfonso Maria de' Liguori (decreto del 1908).
- Palazzolo Acreide (libero consorzio comunale di Siracusa):
  - basilica di San Paolo (Palazzolo Acreide). [senza fonte]
- Palermo:
  - basilica di San Francesco d'Assisi (decreto del 10 dicembre 1924);
  - basilica della Santissima Trinità del Cancelliere (decreto di data sconosciuta);

- Palestrina (città metropolitana di Roma Capitale):
  - cattedrale di Sant'Agapito martire (decreto di data sconosciuta).
- Paola (provincia di Cosenza):
  - santuario di San Francesco da Paola (decreto del 12 ottobre 1921).
- Parabita (provincia di Lecce):
  - basilica santuario della Madonna della Coltura (decreto del 1º settembre 1999).
- Parma:
  - basilica di Santa Maria della Steccata (decreto del 9 febbraio 2008);
  - cattedrale di Santa Maria Assunta (decreto del 13 giugno 1834);
- Pavia:
  - basilica di San Pietro in Ciel d'Oro (decreto di data sconosciuta);
  - chiesa di Santa Maria delle Grazie (decreto del 21 aprile 1995).
  - basilica di San Michele Maggiore[senza fonte]

- Patti (Messina):
  - Basilica cattedrale di San Bartolomeo
  - concattedrale dei Santi Martiri del XX secolo
  - Santuario di Tindari

- Pedara (città metropolitana di Catania):
  - basilica di Santa Caterina d'Alessandria (decreto del 16 aprile 1996).
- Perugia:
  - basilica di San Domenico (decreto del 3 febbraio 1961);
  - chiesa di San Costanzo (decreto del 7 ottobre 2008).
  - basilica di San Pietro[senza fonte]
- Pesaro (provincia di Pesaro e Urbino):
  - cattedrale di Santa Maria Assunta (decreto di data sconosciuta).
  - basilica dei santi Decenzio e Germano (decreto di data sconosciuta).
- Pescara:
  - basilica della Madonna dei sette dolori (decreto del 16 gennaio 1959).
- Pescina (provincia dell'Aquila):
  - basilica di Santa Maria delle Grazie (decreto del 7 luglio 2016).
- Pescocostanzo (provincia dell'Aquila):
  - basilica di Santa Maria del Colle (decreto del 19 agosto 1976).
- Piacenza:
  - cattedrale di santa Maria Assunta e Santa Giustina (decreto di data sconosciuta);
  - basilica di Sant'Antonino (decreto di data sconosciuta);
  - basilica di San Savino (decreto di data sconosciuta);
  - basilica del Santo Sepolcro (decreto di data sconosciuta);
  - basilica di Santa Maria di Campagna (decreto del 3 novembre 1954).
- Piano di Sorrento (NA):
  - basilica di San Michele Arcangelo (decreto del 25 novembre 1914).
- Piazza Armerina (libero consorzio comunale di Enna):
  - cattedrale di Maria Santissima delle Vittorie (decreto del 16 febbraio 1962).
- Piedimonte Matese (provincia di Caserta):
  - basilica di Santa Maria Maggiore (decreto del 14 dicembre 1945).
- Pietra Ligure (SV):
  - basilica San Nicolò di Bari (decreto del 23 luglio 1992).
- Pinerolo (città metropolitana di Torino):
  - basilica di San Maurizio (decreto del 27 giugno 2002).
- Pisa
  - basilica di San Pietro Apostolo
- Pistoia:
  - basilica della Madonna dell'Umiltà (decreto del 28 ottobre 1931);
  - cattedrale di San Zeno (decreto dell'11 dicembre 1965).
- Poggibonsi (provincia di Siena):
  - Convento di San Lucchese (decreto del 31 luglio 1938).
- Pompei (città metropolitana di Napoli):
  - santuario della Beata Vergine del Rosario (decreto di data sconosciuta).
- Pontecorvo (provincia di Frosinone):
  - concattedrale di San Bartolomeo (decreto del 15 marzo 1958).
- Pontida (provincia di Bergamo):
  - monastero di San Giacomo Maggiore (decreto del 5 aprile 1911).
- Porto Torres (provincia di Sassari):
  - basilica di San Gavino.[senza fonte]
- Potenza (Italia):
  - cattedrale di San Gerardo (decreto del 6 novembre 1980).
- Pozzuoli (città metropolitana di Napoli):
  - basilica cattedrale dei SS. Procolo e Gennaro (decreto del 25 novembre 1949).
- Pralboino (provincia di Brescia):  
  - chiesa di Sant'Andrea (decreto dell'8 settembre 2015).
- Prato:
  - basilica di Santa Maria delle Carceri (decreto del 1º febbraio 1939);
  - basilica dei Santi Vincenzo e Caterina de' Ricci (decreto del 27 giugno 1947);
  - cattedrale di Santo Stefano (decreto del 31 luglio 1996).

## Q
Le notizie di questo paragrafo, se non diversamente indicato, sono attinte dalla pagina Basilicas Italy, Vatican City State, San Marino
- Quargnento (provincia di Alessandria):
  - basilica minore di San Dalmazio (decreto del 21 febbraio 1992).
- Quartu Sant'Elena (città metropolitana di Cagliari):
  - basilica di Sant'Elena Imperatrice (decreto del 19 luglio 2007)

## R
Le notizie di questo paragrafo, se non diversamente indicato, sono attinte dalla pagina Basilicas Italy, Vatican City State, San Marino
- Randazzo (città metropolitana di Catania):
  - basilica minore di Santa Maria Assunta (decreto del 20 settembre 1957).
- Rapallo (città metropolitana di Genova):
  - basilica dei Santi Gervasio e Protasio (decreto del 13 maggio 1925).
  - santuario di Nostra Signora di Montallegro (decreto del 24 luglio 1942).
- Ravello (provincia di Salerno):
  - Santa Maria Assunta e S. Pantaleone (decreto del 10 luglio 1918)
- Ravenna:
  - basilica di Sant'Agata Maggiore[senza fonte]
  - San Vitale (decreto del 7 ottobre 1960);
  - basilica di Sant'Apollinare in Classe (decreto del 7 ottobre 1960);
  - basilica di Sant'Apollinare Nuovo[senza fonte]
  - cattedrale metropolitana della Risurrezione di Nostro Signore Gesù Cristo (decreto del 7 ottobre 1960);
  - basilica di Santa Maria in Porto (decreto del 7 ottobre 1960).
  - basilica di San Francesco[senza fonte]
- Re (provincia del Verbano-Cusio-Ossola):
  - santuario della Madonna del Sangue (decreto del 20 giugno 1958).
- Recanati (provincia di Macerata):
  - concattedrale di San Flaviano (decreto del 17 agosto 1804).
- Reggello (città metropolitana di Firenze):
  - abbazia di Vallombrosa (decreto del 28 novembre 1950).
- Reggio Calabria:
  - basilica cattedrale di Maria Santissima Assunta in Cielo (decreto del 21 giugno 1978);
  - basilica di Santa Maria Madre della Consolazione all'Eremo (decreto del 28 novembre 1971).
- Reggio Emilia:
  - Tempio della Beata Vergine della Ghiara (decreto del 23 aprile 1954);
  - basilica di San Prospero[senza fonte]
- Rho (città metropolitana di Milano):
  - basilica romana minore della Beata Vergine Maria Addolorata (decreto del 3 febbraio 1923)
  - basilica di San Vittore[senza fonte]
- Rieti:
  - cattedrale di Santa Maria Assunta (decreto del 4 settembre 1841);
  - basilica di Sant'Agostino (decreto del 17 giugno 2010).
- Rimini:
  - Tempio Malatestiano - cattedrale di Santa Colomba (decreto del 24 giugno 2002)
- Ripatransone (provincia di Ascoli Piceno):
  - cattedrale dei Santi Gregorio Magno e Margherita (decreto del 20 novembre 1965).
- Riposto (città metropolitana di Catania):
  - basilica dei Santi Pietro e Paolo (decreto del 5 giugno 1967).
- Rivolta d'Adda (provincia di Cremona):
  - basilica di Santa Maria Assunta e San Sigismondo. [senza fonte]
- Roccamonfina (provincia di Caserta):
  - santuario di Maria Santissima del Lattani (decreto del 14 marzo 1970).
- Roma:
  - basilica di Santa Maria Maggiore (basilica maggiore);
  - basilica di San Pietro in Vaticano (basilica maggiore);
  - basilica di San Paolo fuori le mura (basilica maggiore);
  - basilica di San Giovanni in Laterano (basilica maggiore);
  - basilica di Sant'Agnese fuori le mura;
  - basilica di Sant'Agostino in Campo Marzio (decreto del 29 ottobre 1999);
  - basilica dei Santi Ambrogio e Carlo al Corso (decreto del 21 dicembre 1929);
  - basilica di Sant'Anastasia al Palatino;
  - basilica di Sant'Andrea delle Fratte (decreto del 25 aprile 1942);
  - basilica di Sant'Andrea della Valle (decreto del 20 dicembre 1965);
  - basilica di Sant'Antonio da Padova all'Esquilino (decreto del 21 luglio 1931);
  - basilica di Sant'Apollinare (decreto del 16 marzo 1984);
  - basilica di Santa Balbina all'Aventino;
  - basilica di San Bartolomeo all'Isola;
  - basilica dei Santi Benedetto e Scolastica all'Argentina;[8]
  - basilica di Santi Bonifacio ed Alessio all'Aventino;
  - basilica di San Camillo de Lellis (decreto del 22 maggio 1965;
  - basilica di Santa Cecilia in Trastevere;
  - chiesa dei Santi Celso e Giuliano;
  - basilica di San Clemente al Laterano;
  - basilica dei Santi Cosma e Damiano in Via Sacra;
  - basilica del Sacro Cuore di Cristo Re (decreto del 3 luglio 1965);
  - basilica del Sacro Cuore di Gesù a Castro Pretorio (decreto dell'11 febbraio 1921);
  - basilica del Sacro Cuore Immacolato di Maria ai Parioli (decreto del 23 maggio 1959);
  - basilica di San Crisogono;
  - basilica di Santa Croce a Via Flaminia (decreto del 12 maggio 1964);
  - basilica di Santa Croce in Gerusalemme;
  - basilica dei Santi XII Apostoli;
  - basilica di Sant'Eugenio (decreto del 23 maggio 1951);
  - basilica di Sant'Eustachio in Campo Marzio;
  - basilica di Santa Francesca Romana nota anche come Santa Maria Nova;
  - basilica di San Giovanni Battista dei Fiorentini (decreto del 19 agosto 1918);
  - basilica di San Giovanni Bosco (decreto del 20 novembre 1965);
  - basilica dei Santi Giovanni e Paolo al Celio;
  - basilica di San Giuseppe al Trionfale (decreto del 19 marzo 1970);
  - basilica di San Lorenzo in Damaso;
  - basilica di San Lorenzo fuori le mura;
  - basilica di San Lorenzo in Lucina (decreto del 27 novembre 1908);
  - basilica di San Marco Evangelista al Campidoglio;
  - basilica di Santa Maria degli Angeli e dei Martiri alle Terme di Diocleziano(decreto del 20 luglio 1920);
  - basilica di Santa Maria in Ara Coeli al Campidoglio;
  - basilica di Santa Maria Ausiliatrice (decreto del 1º aprile 1969);
  - basilica di Santa Maria in Cosmedin;
  - basilica di Santa Maria in Domnica alla Navicella; [senza fonte]
  - basilica di Santa Maria ad Martyres;
  - basilica di Santa Maria sopra Minerva;
  - basilica di Santa Maria in Montesanto (decreto del 5 luglio 1825);
  - basilica di Santa Maria del Popolo;
  - basilica di Santa Maria Regina degli Apostoli alla Montagnola (decreto del 4 aprile 1984);
  - basilica di Santa Maria in Trastevere;
  - basilica di Santa Maria in Via Lata;
  - basilica di San Nicola in Carcere;
  - basilica di San Pancrazio;
  - basilica dei Santi Pietro e Paolo (decreto del 29 aprile 1967)
  - basilica di San Pietro in Vincoli al Colle Oppio;
  - basilica di Santa Prassede all'Esquilino;
  - basilica di Santa Pudenziana al Viminale;
  - basilica dei Santi Quattro Coronati al Laterano;
  - basilica di San Saba;
  - basilica di Santa Sabina all'Aventino;
  - basilica di San Sebastiano fuori le mura;
  - basilica di Nostra Signora di Guadalupe e San Filippo in Via Aurelia (decreto del 15 gennaio 1991);
  - basilica dei Santi Silvestro e Martino ai Monti;
  - basilica di San Sisto Vecchio a Via Appia;
  - basilica di Santa Sofia (decreto del 21 gennaio 1998);
  - basilica di Santo Stefano Rotondo al Celio;
  - basilica di Santa Teresa d'Avila (decreto del 29 ottobre 1951);
  - basilica dei Santi Vitale e Compagni Martiri in Fovea;
- Rovigo:
  - basilica di Sant'Apollinare.

## S
Le notizie di questo paragrafo, se non diversamente indicato, sono attinte dalla pagina Basilicas Italy, Vatican City State, San Marino
- Salerno:
  - basilica cattedrale di Santa Maria degli Angeli e San Matteo (decreto di data sconosciuta).
- San Bellino (provincia di Rovigo):
  - basilica di San Bellino (decreto di data sconosciuta);
- San Benedetto del Tronto (provincia di Ascoli Piceno):
  - cattedrale di Santa Maria della Marina (decreto del 5 luglio 2001).
- San Benedetto Po (provincia di Mantova):
  - abbazia di San Benedetto in Polirone (decreto di data sconosciuta).
- San Gimignano (provincia di Siena):
  - collegiata di Santa Maria Assunta (decreto del 14 dicembre 1932).
- San Giovanni Valdarno (provincia di Arezzo):
  - basilica di Santa Maria delle Grazie (decreto del 23 gennaio 1929).
- San Lorenzo in Campo (provincia di Pesaro e Urbino):
  - Abbazia Benedettina (decreto del 9 luglio 1943).
- Sanremo (provincia di Imperia):
  - concattedrale di San Siro (decreto del 14 marzo 1947)
  - basilica di Sacro Cuore di Gesù (nella frazione di Bussana)(decreto del 19 luglio 1939).
- San Severino Marche (provincia di Macerata):
  - basilica di San Lorenzo in Doliolo[senza fonte]
- San Sosti (provincia di Cosenza):
  - santuario-basilica della Madonna del Pettoruto (decreto del 17 agosto 1979).
- Santa Lucia del Mela (città metropolitana di Messina):
  - concattedrale di Santa Maria Assunta.[senza fonte]
- Sansepolcro (provincia di Arezzo):
  - basilica concattedrale di San Giovanni Evangelista (decreto del 30 giugno 1962).
- Santa Flavia (città metropolitana di Palermo):
  - basilica soluntina di Sant'Anna. [senza fonte]
- Santa Maria a Vico (provincia di Caserta):
  - basilica di Maria Santissima Assunta (decreto del 30 agosto 1957).
- Santa Maria Capua Vetere (provincia di Caserta):
  - basilica di Santa Maria Maggiore[senza fonte]
- Sant'Angelo in Vado (provincia di Pesaro e Urbino):
  - concattedrale di San Michele Arcangelo (decreto dell'11 luglio 1947).
- Sant'Angelo Lodigiano (provincia di Lodi):
  - basilica di Sant'Antonio Abate e Santa Francesca Cabrini (decreto del 4 marzo 1950).
- Sant'Antioco (provincia del Sud Sardegna):
  - basilica di Sant'Antioco Martire (decreto del 3 settembre 1991).
- Santa Margherita Ligure (città metropolitana di Genova):
  - basilica di Santa Margherita (decreto del 26 gennaio 1951).
- Sant'Elpidio a Mare (provincia di Fermo):
  - basilica lateranense di Maria Santissima della Misericordia. [senza fonte]
- San Vito dei Normanni (provincia di Brindisi):
  - basilica di Santa Maria della Vittoria (decreto del 30 dicembre 1998).
- Sanzeno (provincia di Trento):
  - basilica dei Santi Martiri (decreto del 16 novembre 1973).
- Saronno (provincia di Varese):
  - santuario della Beata Vergine dei Miracoli (decreto del 2 gennaio 1923).
- Sarsina (provincia di Forlì-Cesena):
  - basilica di San Vicinio (decreto del 27 gennaio 1961)
- Sarzana (provincia della Spezia):
  - concattedrale di Santa Maria Assunta (decreto del 28 novembre 1947).
- Sassari:
  - basilica del Sacro Cuore (decreto del 2 giugno 1980).
- Sassello (provincia di Savona):
  - basilica dell'Immacolata Concezione[senza fonte]
- Savona:
  - Cattedrale di Nostra Signora Assunta (decreto del 22 giugno 1816);
  - santuario di Nostra Signora della Misericordia (decreto del 7 marzo 1904).
- Sciacca (libero consorzio comunale di Agrigento):
  - basilica di Maria Santissima del Soccorso (decreto del 9 luglio 1991);
  - santuario di San Calogero (decreto del 24 settembre 1979).
- Seminara (città metropolitana di Reggio Calabria):
  - Basilica santuario di Maria Santissima dei Poveri (decreto del 30 maggio 1955).
- Senigallia (provincia di Ancona):
  - cattedrale di San Pietro apostolo (decreto del 13 aprile 1932).
- Seregno (provincia di Monza e Brianza):
  - basilica collegiata di San Giuseppe (decreto dell'11 maggio 1981).
- Serra Sant'Abbondio (provincia di Pesaro e Urbino):
  - monastero di Fonte Avellana (decreto del 31 marzo 1982).
- Serralunga di Crea (provincia di Alessandria):
  - Sacro Monte di Crea (decreto del 15 maggio 1951).
- Sessa Aurunca (provincia di Caserta):
  - cattedrale di Sessa Aurunca (cattedrale dei Santi Pietro e Paolo) (decreto del 24 luglio 1929).
- Sesto San Giovanni (città metropolitana di Milano):
  - basilica di Santo Stefano (Sesto San Giovanni) (decreto del 2 agosto 1991).
- Sestri Levante (città metropolitana di Genova):
  - basilica di Santa Maria di Nazareth (decreto del 22 giugno 1962).
- Settefrati (provincia di Frosinone):
  - santuario Maria Santissima di Canneto (decreto del 07.2015).
- Sezze (provincia di Latina):
  - concattedrale di Santa Maria (decreto del 1725).
- Siena
  - basilica di San Clemente in Santa Maria dei Servi (decreto dell'8 agosto 1908);
  - Oratorio della Compagnia di San Bernardino (decreto del 12 novembre 1924);
  - basilica di San Domenico (decreto dell'8 luglio 1925).
  - basilica dell'Osservanza[senza fonte]
  - basilica di San Francesco[senza fonte]
- Siracusa:
  - cattedrale metropolitana della Natività di Maria Santissima;[senza fonte]
  - chiesa di Santa Lucia al Sepolcro;[senza fonte]
  - santuario della Madonna delle Lacrime (decreto del 15 giugno 2002).
- Somasca (provincia di Lecco):
  - santuario di San Girolamo Emiliani (decreto del 10 dicembre 1958).
- Somma Lombardo (provincia di Varese):
  - basilica di Sant'Agnese (decreto del 12 novembre 2004).
- Sora (provincia di Frosinone):
  - Abbazia di San Domenico (decreto del 2011)[9]
- Sorrento (città metropolitana di Napoli):
  - basilica di Sant'Antonino (decreto del 26 novembre 1924).
- Spoleto (provincia di Perugia):
  - basilica di San Salvatore
  - basilica di San Pietro
- Squillace (provincia di Catanzaro):
  - concattedrale di Santa Maria Assunta (decreto del 23 dicembre 2014).
- Subiaco (città metropolitana di Roma Capitale):
  - monastero di Santa Scolastica;
  - Sant' Andrea Apostolo (decreto del 14 dicembre 1952).
- Sulmona (provincia dell'Aquila):
  - cattedrale di San Panfilo (decreto del 25 settembre 1818).

## T
Le notizie di questo paragrafo, se non diversamente indicato, sono attinte dalla pagina Basilicas Italy, Vatican City State, San Marino
- Taggia (provincia di Imperia):
  - santuario della Madonna Miracolosa (santuario della Madonna Miracolosa e basilica dei Santi Giacomo e Filippo) (decreto dell'11 dicembre 1942).
- Taormina (città metropolitana di Messina)
  - duomo di Taormina (San Nicola di Bari) (decreto del 6 febbraio 1980).
- Taranto:
  - cattedrale di San Cataldo (decreto del 28 ottobre 1964).
- Teolo (provincia di Padova):
  - Abbazia di Praglia (decreto del 19 febbraio 1954)
- Teramo:
  - duomo di Teramo (basilica cattedrale di Santa Maria Assunta) (decreto del 30 maggio 1955).
- Termoli (provincia di Campobasso):
  - cattedrale di Santa Maria della Purificazione (decreto del 14 febbraio 1947).
- Terni:
  - basilica di San Valentino.[senza fonte]
- Tirano (provincia di Sondrio) 
  - santuario della Madonna di Tirano (decreto dell'11 maggio 1927).
- Todi (provincia di Perugia):
  - concattedrale della Santissima Annunziata (decreto del 16 marzo 1958).
  - santuario dell'Amore Misericordioso (decreto del 22 novembre 1981)
  - Tempio di Santa Maria della Consolazione (decreto del 03.1958)
- Tolentino (provincia di Macerata)
  - basilica di San Nicola (decreto del 27 giugno 1783);
  - concattedrale di San Catervo (decreto del 27 gennaio 1961).
- Tolve (provincia di Potenza):
  - Santuario di San Rocco (chiesa Madre di San Nicola di Bari) (decreto del 25 aprile 2023).
- Torino:
  - santuario della Consolata (chiesa di Santa Maria della Consolazione) (decreto del 7 aprile 1906);
  - basilica del Corpus Domini (decreto del 2 agosto 1928);
  - santuario di Maria Ausiliatrice (decreto del 28 giugno 1911);
  - basilica Mauriziana;[senza fonte]
  - basilica di Superga.[senza fonte]
- Torre Annunziata (città metropolitana di Napoli):
  - basilica Ave Gratia Plena (santuario della Madonna della Neve (decreto del 30 luglio 1979).
- Torre del Greco (città metropolitana di Napoli)
  - basilica di Santa Croce (decreto del 22 febbraio 1957).
- Tortona (provincia di Alessandria):
  - santuario di Nostra Signora della Guardia (decreto del 5 ottobre 1991).
- Trani (provincia di Barletta-Andria-Trani):
  - cattedrale di Trani (San Nicola Pellegrino) (decreto del 29 aprile 1960).
- Trapani:
  - cattedrale di San Lorenzo (decreto di data sconosciuta);
  - chiesa di San Pietro (decreto di data sconosciuta);
  - basilica santuario di Maria Santissima Annunziata (decreto del 12 gennaio 1950).
  - basilica di San Nicolò[senza fonte]
- Trasacco (provincia dell'Aquila):
  - basilica dei Santi Cesidio e Rufino (decreto di data sconosciuta).
- Trento:
  - cattedrale di San Vigilio (decreto del 18 marzo 1913);
  - chiesa di Santa Maria Maggiore (decreto del 16 novembre 1973).
- Treviglio (provincia di Bergamo)
  - basilica di San Martino e Santa Maria Assunta (decreto del 27 giugno 1951).
- Treviso:
  - chiesa di Santa Maria Maggiore (decreto del 25 aprile 1917).
- Trieste:
  - cattedrale di San Giusto (decreto del 7 novembre 1899).
- Troia (provincia di Foggia)
  - concattedrale di Troia (basilica concattedrale della Beata Maria Vergine Assunta in Cielo) (decreto del 28 marzo 1958).
- Tursi (provincia di Matera):
  - basilica di Santa Maria Regina di Anglona (decreto del 17 maggio 1999).

## U
Le notizie di questo paragrafo, se non diversamente indicato, sono attinte dalla pagina Basilicas Italy, Vatican City State, San Marino
- Udine:
  - santuario della Beata Vergine delle Grazie (decreto del 21 giugno 1922).
- Umbertide (provincia di Perugia):
  - abbazia di San Salvatore di Montecorona (decreto del 7 ottobre 2008).
- Urbino (provincia di Pesaro e Urbino):
  - basilica cattedrale di Santa Maria Assunta in Cielo (decreto del 28 novembre 1950).

## V
Le notizie di questo paragrafo, se non diversamente indicato, sono attinte dalla pagina Basilicas Italy, Vatican City State, San Marino
- Vaglia (Italia) (città metropolitana di Firenze):
  - Santa Maria Addolorata e San Filippo Benizi (decreto del 29 dicembre 1917).
- Vallelonga (provincia di Vibo Valentia):
  - Madonna di Roma (decreto del 16 luglio 1971).
- Varallo (provincia di Vercelli):
  - chiesa di Santa Maria delle Grazie (decreto del 9 dicembre 1931), è parte integrante del Sacro Monte di Varallo.
  - basilica dell'Assunta[senza fonte]
- Varese:
  - basilica di San Vittore (basilica prepositurale Plebana di San Vittore) (decreto del 27 maggio 1925);
  - santuario di Santa Maria del Monte sopra Varese (iscrizione posta all'ingresso della basilica).
- Varna (provincia autonoma di Bolzano):
  - abbazia di Novacella (Abtei Neustift) (decreto del 25 maggio 1956).
- Velletri (città metropolitana di Roma Capitale):
  - cattedrale di San Clemente (decreto del 2 marzo 1804).
- Venafro (provincia di Isernia):
  - basilica dei Ss. Martiri Nicandro, Marciano e Daria. [senza fonte]
- Venezia:
  - basilica di San Marco (decreto di data sconosciuta);
  - basilica di San Pietro di Castello (decreto di data sconosciuta);
  - basilica di Santa Maria Gloriosa dei Frari (decreto del 13 gennaio 1926);
  - basilica del Redentore;[senza fonte]
  - basilica di Santa Maria della Salute (decreto del 23 dicembre 1921);
  - basilica dei Santi Giovanni e Paolo (decreto del 5 settembre 1922);
  - basilica di San Giorgio Maggiore (decreto del 31 marzo 1900);
  - basilica di Santa Maria Assunta (decreto di data sconosciuta).
  - basilica di Santa Maria, San Donato e San Cipriano (decreto di data sconosciuta).
- Verbania (provincia del Verbano-Cusio-Ossola):
  - basilica di San Vittore (decreto del 28 febbraio 1947).
- Vercelli:
  - chiesa di Santa Maria Maggiore (decreto di data sconosciuta);
  - basilica di Sant'Andrea (decreto di data sconosciuta);
  - duomo di Vercelli (cattedrale di Sant'Eusebio) (decreto del 26 agosto 1834).
- Verolanuova (provincia di Brescia):
  - chiesa di San Lorenzo Diacono Martire (decreto del 26 gennaio 1971).
- Veroli (provincia di Frosinone):
  - abbazia di Casamari (decreto del 14 giugno 1957).
- Verona:
  - santuario di Santa Teresa di Gesù Bambino (decreto del 26 aprile 1938);
  - Basilica di San Zeno (decreto del 16 maggio 1973);
  - chiesa di Madonna di Campagna (decreto del 29 settembre 1986).
- Viareggio (provincia di Lucca):
  - chiesa di San Paolino (decreto del 18 aprile 1958);
  - chiesa di Sant'Andrea (decreto del 27 giugno 1963).
- Vicenza
  - basilica dei Santi Felice e Fortunato; [senza fonte]
  - santuario della Madonna di Monte Berico (decreto del 21 maggio 1904).
- Vicoforte (provincia di Cuneo):
  - santuario di Vicoforte (basilica della Natività di Maria Santissima) (decreto del 27 febbraio 1935).
- Vieste (provincia di Foggia):
  - concattedrale di Santa Maria Assunta (decreto del 12 febbraio 1981).
- Viggiano (provincia di Potenza):
  - santuario della Madonna Nera del Sacro Monte di Viggiano (decreto dell'11 dicembre 1965).
- Visciano (città metropolitana di Napoli):
  - santuario di Maria Santissima Consolatrice del Carpinello (decreto dell'11 dicembre 1986).
- Viterbo:
  - basilica di San Francesco alla Rocca (decreto del 9 dicembre 1949);
  - basilica della Madonna della Quercia (decreto del 20 agosto 1867);
  - cattedrale di San Lorenzo (decreto del 6 marzo 1940).
- Vittoria (libero consorzio comunale di Ragusa):
  - basilica di San Giovanni Battista (decreto di data sconosciuta).
- Vitulano (provincia di Benevento):
  - SS. Annunziata (decreto del 10 luglio 1991).
- Vizzini (città metropolitana di Catania)
  - basilica di San Vito Martire
  - duomo di San Gregorio Magno
  - parrocchia di San Giovanni Battista.
- Volterra (provincia di Pisa):
  - duomo di Volterra (cattedrale di Santa Maria Assunta) (decreto del 30 novembre 1957).